# Darrocka
Darrocka (Torpedo nobiliana) är en rockeart som beskrevs av Bonaparte 1835. Darrocka ingår i släktet Torpedo och familjen darrockor. Arten förekommer tillfälligt i Sverige, men reproducerar sig inte. Inga underarter finns listade i Catalogue of Life.
Arten förekommer i havet nära kusterna i östra Atlanten, inklusive Medelhavet samt kring Australien, Nya Zeeland och kring Oceaniens öar. Den når ett djup av 925 meter.
Darrockan kan bli 180 centimeter lång. I södra Stilla havet blir hannar könsmogna när de är 80 cm långa. Honor lägger inga ägg utan föder upp till 60 ungar per tillfälle. Individerna utför längre vandringar längs kusterna.
Fiske på darrocka är vanligt. Hela populationen anses vara stabil. IUCN listar arten som livskraftig (LC).